# 联络
在幾何之中，聯絡是一點所對應的空間與另一點所對應的空間之間的轉換。這種轉換是沿著一曲線（族）的連續地變化，遵循平行性及邏輯上的一致性。在現代幾何中，依照不同的空間，可定義出好幾種不同的聯絡。
例如最常見的仿射聯絡，即是在流形上由一點上切空間，到另一點上切空間，沿著一條曲線的轉換。仿射聯絡可以用來定義協變導數，推廣了向量空間中方向導數的概念。
聯絡是現代幾何中一個應用範圍廣泛的核心概念，因為藉由聯絡，在一個幾何實體中，不同兩點上的局部幾何空間（可理解為鄰域），這兩者間的元素得以互相比較。
聯絡使得幾何不變量可以表述為能夠顯現出其本質的形式，像是曲率（詳見曲率張量及曲率形式）及挠率等，都是由聯絡所導出的。

## 動機：坐標系統的侷限

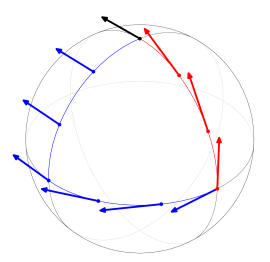
藍色向量跟紅色向量一開始（在圖上的黑色向量）是指向一樣的方向，但分別沿著圖上不同的曲線作平行移動到同一點後，卻會指向不一樣的方向。這是因為曲率不為零的關係。

請回憶原始平行移動的概念：當一個轉換不會讓向量的分量有所改變時，便稱此轉換為平行移動。
設在球面上的北極點有一個切向量，我們將試著藉由適當的定義，把那切向量能從球體上一點平行移動到其他點。注意到切向量其實是點上局部座標系的元素，所以在球面上的平行移動能理解為切向量在兩個切空間之間的轉換。然而，原始平行移動的概念並不能把存在於某個切空間的切向量，轉換到不同的切空間中。
為了讓平行移動的概念更加清楚，我們考慮一種等價的移動方法：使切向量黏在北極點且整體座標系固定的情況下，旋轉球體使得北極點沿著曲線移動（後續將會知道，這是列维-奇维塔联络的移動方式）。如圖所示，雖然切向量移動的起點和終點是一樣的，但沿著不同的曲線移動的話，它最終指向的方向也會不一樣，這現象反映了球體的曲率。（有趣的是，古中國發明的指南車，它的行為就跟在平行移動下的切向量沒兩樣。）
現在我們把原始平行移動的概念推廣，使之能用於在不同切空間的轉換，稱為聯絡：若有個'轉換'將一個切向量A從切空間S，轉換成切空間T中的向量B，並使得A於S座標系的每個分量，都分別跟B於T座標系的對應分量相等，則此轉換即是聯絡。

### 藉聯絡定義導數的方案
當我們使用向量微積分中的方向導數時會發現，方向導數在不同空間的轉換下，沒辦法反映轉換前後不變的性質。另外，方向導數是歐幾里德空間中向量場沿著一方向的變化，但不是每種空間都能像歐幾里德空間這樣做。因為在任意座標系中，兩個存在於不同切空間的切向量，並不能相加或相減，這使的方向導數的定義不能在上述的球面上使用。為此，我們提出一個可行的方案以取代方向導數。
在空間轉換下，張量的表述方法可以反映在空間變換下不變的性質，其中共變導數正好可以用來取代方向導數。共變導數藉由一個聯絡（他的分量形式是克里斯多福符號Γ），讓不同但無窮接近的兩個切空間中的切向量，可以轉換到同一個切空間中，如此一來兩向量就可以相加相減，使得此種導數概念可以被定義出來。
一個更廣義的方法是使用李群藉以反映空間上的對稱性。李群使用的聯絡是嘉当联络。

## 各領域中聯絡的定義
以下將提及的是“线性”或“仿射”联络。
- 在模上定義协变导数较为直接的方式；見导子。
- 張量分析中以經典的分量形式给出联络；見协变导数（注意：雖說协变导数是張量分析的內容，它本身也是有三個指標的量，但协变导数不是一个张量）。
- 在黎曼几何中，联络是由度量张量所导出；見列维-奇维塔联络。
- 用主丛和李代数值構成的微分形式；見联络形式和嘉当联络。
- 最抽象的定義大概是亚历山大·格罗滕迪克所建议的方法。在這方法中，联络被视为对角线中无穷小邻域的下降数据。

除了“仿射”联络之外還有其他的聯絡，例如射影联络的概念，這概念的其中一個特例是复分析裡的施瓦茨导数。